# Fasciosminthurus
Genre
Fasciosminthurus est un genre de collemboles de la famille des Bourletiellidae.

## Liste des espèces
Selon Checklist of the Collembola of the World (version du 13 août 2019) :
- Fasciosminthurus albanicus (Stach, 1956)
- Fasciosminthurus badikahanus Bretfeld, 2001
- Fasciosminthurus bedosae Nayrolles, 1994
- Fasciosminthurus canariensis (Paclt, 1964)
- Fasciosminthurus cassagnaui Nayrolles, 1994
- Fasciosminthurus circumfasciatus (Stach, 1956)
- Fasciosminthurus coronatus (Betsch, 1977
- Fasciosminthurus cugnyi (Nayrolles, 1987)
- Fasciosminthurus dictyostigmatus Nayrolles, 1993
- Fasciosminthurus lacazei (Denis, 1924)
- Fasciosminthurus lacunifer Bretfeld, 2001
- Fasciosminthurus longisetus Nayrolles, 1994
- Fasciosminthurus mascaraeus Bretfeld, 2001
- Fasciosminthurus melanocephalus (Dallai, 1966)
- Fasciosminthurus mertensi Bretfeld, 2001
- Fasciosminthurus nairicus Bretfeld, 2001
- Fasciosminthurus niger Bretfeld, 2001
- Fasciosminthurus obtectus Bretfeld, 1992
- Fasciosminthurus perforatus Bretfeld, 2001
- Fasciosminthurus pontignanoi Bretfeld, 1992
- Fasciosminthurus pseudovirgulatus Nayrolles, 1997
- Fasciosminthurus quinquefasciatus (Krausbauer, 1898)
- Fasciosminthurus raynalae (Nayrolles, 1987)
- Fasciosminthurus saportae Nayrolles, 1997
- Fasciosminthurus sauteri (Nayrolles & Lienhard, 1990)
- Fasciosminthurus strasseni (Paclt, 1964)
- Fasciosminthurus strigatus (Stach, 1922)
- Fasciosminthurus tarianus Bretfeld, 2001
- Fasciosminthurus virgulatus (Skorikov, 1899)

## Publication originale
- Gisin, 1960 : Collembolenfauna Europas. Museum d'Histoire Naturelle, Genève, p. 1-312.